# Amata hypomela
Amata hypomela är en fjärilsart som beskrevs av Sergius G. Kiriakoff 1954. Amata hypomela ingår i släktet Amata och familjen björnspinnare. Inga underarter finns listade i Catalogue of Life.